# Heinrich Hössli
Heinrich Hössli (Glarona, 6 de agosto de 1784 — Winterthur, 24 de dezembro de 1864) foi um chapeleiro, decorador e escritor suíço. É autor do livro Eros - Die Männerliebe der Griechen, uma das primeira obras publicadas a defender o amor entre homens.

## Obras
- Eros. Die Männerliebe der Griechen, ihre Beziehungen zur Geschichte, Erziehung, Literatur und Gesetzgebung aller Zeiten (trad. 'Eros. O amor homossexual dos gregos, suas relações com a história, a educação, a literatura, e as legislações de todos os tempos'.) (2 volumes, 1836 e 1838).
- Hexenprozeß- und Glauben, Pfaffen und Teufel (trad. 'Processo legal de bruxas e da fé, de religiosos e do diabo'. (1892).